# Taça da Liga de 2022–23
A Taça da Liga de 2022–23 (conhecida por Allianz Cup de 2022–23 por motivos de patrocínio) é a 16.ª edição da Taça da Liga. Participaram nesta edição da Taça da Liga 36 clubes (18 da Primeira Liga e 16 da Segunda Liga. O clube vencedor é, desde a época 2016–17, denominado como "Campeão de Inverno".

## Formato
O formato da Taça da Liga foi alterado em 2022–23 para o seguinte esquema:
- Fase de Grupos: Os trinta e seis times foram divididos em oito grupos, consistindo em seis grupos com quatro times e dois grupos com cinco times. Os vencedores de cada grupo irão avançar para as Quartas de final da competição
- Fase Final: Os oito melhores times irão disputar a taça no formato mata-mata.

### Critérios de desempate
Na Fase de Grupos em caso de empate na classificação aplicam-se os seguintes critérios de desempate: 
- Melhor diferença de golos em todos os jogos do Grupo;
- Maior número de golos marcados em todos os jogos do Grupo;
- Menor média de idades dos jogadores utilizados em todos os jogos do Grupo.

Nas restantes eliminatórias, após empate no tempo regulamentar segue-se o desempate por grandes penalidades, sem recurso prévio a prolongamento.

## Fase de Grupos

### Grupo A
| Pos. | Equipe | Pts | J | V | E | D | GP | GC | SG |
| ---- | ------ | --- | - | - | - | - | -- | -- | -- |
| 1    | Porto  | 7   | 3 | 2 | 1 | 0 | 8  | 2  | +6 |
| 2    | Mafra  | 5   | 3 | 1 | 2 | 0 | 5  | 4  | +1 |
| 3    | Vizela | 2   | 3 | 0 | 2 | 1 | 3  | 7  | -4 |
| 4    | Chaves | 1   | 3 | 0 | 1 | 2 | 3  | 6  | –3 |

|        | CHA | MAF | POR | VIZ |
| ------ | --- | --- | --- | --- |
| Chaves |     | 1–2 | 0–2 |     |
| Mafra  |     |     |     | 1–1 |
| Porto  |     | 2–2 |     | 4–0 |
| Vizela | 2–2 |     |     |     |

| 22 de novembro de 2022 | Vizela                 | 2 – 2  | Chaves                  | Estádio do Vizela, Vizela             |  |
| 17:45                  | Etim 35' · Raphael 75' | Súmula | 33' Singh · 90+3' Abass | Público: 1 490 Árbitro: Carlos Macedo |  |

| 25 de novembro de 2022 | Porto                   | 2 – 2  | Mafra                       | Estádio do Dragão, Porto                 |  |
| 20:45                  | Pepê 48' · Martinez 70' | Súmula | 16' Fati · 42' Gui Ferreira | Público: 22 217 Árbitro: Miguel Nogueira |  |

| 5 de dezembro de 2022 | Mafra      | 1 – 1  | Vizela           | Parque de Mafra, Mafra               |  |
| 20:45                 | Ousmane 9' | Súmula | 69' Bruno Wilson | Público: 520 Árbitro: João Gonçalves |  |

| 8 de dezembro de 2022 | Chaves | 0 – 2  | Porto          | Estádio Chaves, Chaves                  |  |
| 19:00                 |        | Súmula | 55, 59' Namaso | Público: 5 360 Árbitro: Claúdio Pereira |  |

| 16 de dezembro de 2022 | Porto                                               | 4 – 0  | Vizela | Estádio do Dragão, Porto                |  |
| 20:30                  | Martinez 1' · Galeno 48' · Wendell 58' · Taremi 67' | Súmula |        | Público: 21 929 Árbitro: Vítor Ferreira |  |

| 16 de dezembro de 2022 | Chaves         | 1 – 2  | Mafra         | Estádio Chaves, Chaves                |  |
| 20:30                  | Jô Batista 84' | Súmula | 65, 77' Diogo | Público: 445 Árbitro: Hélder Carvalho |  |

### Grupo B
| Pos. | Equipe   | Pts | J | V | E | D | GP | GC | SG  |
| ---- | -------- | --- | - | - | - | - | -- | -- | --- |
| 1    | Sporting | 9   | 3 | 3 | 0 | 0 | 13 | 0  | +13 |
| 2    | Rio Ave  | 6   | 3 | 2 | 0 | 1 | 3  | 3  | 0   |
| 3    | Farense  | 3   | 3 | 1 | 0 | 2 | 3  | 8  | -5  |
| 4    | Marítimo | 0   | 3 | 0 | 0 | 3 | 0  | 8  | -8  |

|          | FAR | MAR | RIO | SPO |
| -------- | --- | --- | --- | --- |
| Farense  |     | 2–0 |     |     |
| Marítimo |     |     | 0–1 |     |
| Rio Ave  | 2–1 |     |     | 0–2 |
| Sporting | 6–0 | 5–0 |     |     |

| 30 de novembro de 2022 | Sporting                                                                   | 6 – 0  | Farense | José Alvalade, Lisboa                 |  |
| 20:45                  | Paulinho 20, 22' · Edwards 39' · Pedro G. 48' · Arthur 75' · Mateus F. 84' | Súmula |         | Público: 17 008 Árbitro: Nuno Almeida |  |

| 1 de dezembro de 2022 | Marítimo | 0 – 1  | Rio Ave    | Estádio do Marítimo, Funchal             |  |
| 17:00                 |          | Súmula | 90' Santos | Público: 22 217 Árbitro: Miguel Nogueira |  |

| 7 de dezembro de 2022 | Farense                | 2 – 0  | Marítimo | Estádio São Luís, Faro                |  |
| 18:30                 | Pedro Henrique 23, 84' | Súmula |          | Público: 881 Árbitro: Hélder Malheiro |  |

| 7 de dezembro de 2022 | Rio Ave | 0 – 2  | Sporting                         | Estádio dos Arcos, Vila do Conde        |  |
| 20:30                 |         | Súmula | 63' Gonçalo Inácio · 72' Boateng | Público: 2 622 Árbitro: Miguel Nogueira |  |

| 13 de dezembro de 2022 | Sporting                                                      | 5 – 0  | Marítimo | José Alvalade, Lisboa             |  |
| 20:45                  | Paulinho 1, 15, 31' · Pedro Porro 73' · Miguel Silva 86' (GC) | Súmula |          | Público: 0 Árbitro: André Narciso |  |

| 13 de dezembro de 2022 | Rio Ave      | 2 – 1  | Farense    | Estádio dos Arcos, Vila do Conde      |  |
| 20:45                  | Aziz 30, 73' | Súmula | 62' Muscat | Público: 394 Árbitro: Manuel Oliveira |  |

### Grupo C
| Pos. | Equipe          | Pts | J | V | E | D | GP | GC | SG |
| ---- | --------------- | --- | - | - | - | - | -- | -- | -- |
| 1    | Moreirense      | 7   | 3 | 2 | 1 | 0 | 7  | 4  | +3 |
| 2    | Benfica         | 7   | 3 | 2 | 1 | 0 | 6  | 3  | +3 |
| 3    | Estrela Amadora | 1   | 3 | 0 | 1 | 2 | 5  | 8  | -3 |
| 4    | Penafiel        | 1   | 3 | 0 | 1 | 2 | 2  | 5  | –3 |

|                 | BEN | EST | MOR | PEN |
| --------------- | --- | --- | --- | --- |
| Benfica         |     |     |     | 2–0 |
| Estrela Amadora | 2–3 |     |     | 1–1 |
| Moreirense      | 1–1 | 4–2 |     |     |
| Penafiel        |     |     | 1–2 |     |

| 17 de novembro de 2022 | Penafiel    | 1 – 2  | Moreirense                  | Estádio 25 de Abril, Penafiel     |  |
| 20:30                  | Roberto 31' | Súmula | 80' Steven · 89' André Luís | Público: 393 Árbitro: David Silva |  |

| 20 de novembro de 2022 | Estrela Amadora                | 2 – 3  | Benfica                                | Estádio Dr. Magalhães Pessoa, Leiria    |  |
| 19:00                  | João Silva 21' · Gustavo 90+5' | Súmula | 12' Musa · 28' Chiquinho · 90' Draxler | Público: 6 899 Árbitro: Miguel Nogueira |  |

| 26 de novembro de 2022 | Benfica                  | 2 – 0  | Penafiel | Estádio da Luz, Lisboa                 |  |
| 20:45                  | Gilberto 55' · Neres 56' | Súmula |          | Público: 43 263 Árbitro: André Narciso |  |

| 27 de novembro de 2022 | Moreirense                                       | 4 – 2  | Estrela Amadora       | Estádio Comendador Joaquim, Guimarães   |  |
| 17:00                  | Franco 32' · Fábio 45' · Alan 69' · Kosisang 83' | Súmula | 26' Diogo · 49' Régis | Público: 786 Árbitro: Anzhony Rodrigues |  |

| 17 de dezembro de 2022 | Moreirense      | 1 – 1  | Benfica           | Estádio Comendador Joaquim, Guimarães |  |
| 19:00                  | Andrpe Luís 25' | Súmula | 43' Gonçalo Ramos | Público: 4 339 Árbitro: Tiago Martins |  |

| 17 de dezembro de 2022 | Estrela Amadora | 1 – 1  | Penafiel         | Estádio Dr. Magalhães Pessoa, Leiria |  |
| 19:00                  | Régis 69'       | Súmula | 90+6' Édi Semedo | Público: 108 Árbitro: João Pinho     |  |

### Grupo D
| Pos. | Equipe            | Pts | J | V | E | D | GP | GC | SG |
| ---- | ----------------- | --- | - | - | - | - | -- | -- | -- |
| 1    | Braga             | 9   | 3 | 3 | 0 | 0 | 6  | 0  | +6 |
| 2    | Casa Pia          | 4   | 3 | 1 | 1 | 1 | 2  | 2  | 0  |
| 3    | Paços de Ferreira | 2   | 3 | 0 | 2 | 1 | 2  | 4  | -2 |
| 4    | Trofense          | 1   | 3 | 0 | 1 | 2 | 1  | 5  | –4 |

|                   | BRA | CAS | PAÇ | TRO |
| ----------------- | --- | --- | --- | --- |
| Braga             |     |     | 2–0 | 3–0 |
| Casa Pia          | 0–1 |     |     | 1–0 |
| Paços de Ferreira |     | 1–1 |     |     |
| Trofense          |     |     | 1–1 |     |

| 20 de novembro de 2022 | Paços de Ferreira | 1 – 1  | Casa Pia   | Capital do Móvel, Paços de Ferreira   |  |
| 20:15                  | Antunes 40'       | Súmula | 47' Varela | Público: 655 Árbitro: Claúdio Pereira |  |

| 26 de novembro de 2022 | Braga                                      | 3 – 0  | Trofense | Pedreira, Braga                          |  |
| 18:45                  | Banza 16' · Al Musrati 42' · Hernani 90+4' | Súmula |          | Público: 6 244 Árbitro: Ricardo Baixinho |  |

| 3 de dezembro de 2022 | Casa Pia | 0 – 1  | Braga       | Nacional do Jamor, Oeiras             |  |
| 17:00                 |          | Súmula | 23' Vitinha | Público: 763 Árbitro: Fábio Veríssimo |  |

| 3 de dezembro de 2022 | Trofense  | 1 – 1  | Paços de Ferreira | Estádio Trofense, Trofa               |  |
| 20:45                 | Maiga 27' | Súmula | 56' (GC) Valente  | Público: 537 Árbitro: Gustavo Correia |  |

| 11 de dezembro de 2022 | Casa Pia    | 1 – 0  | Trofense | Nacional do Jamor, Oeiras          |  |
| 15:00                  | Antoine 16' | Súmula |          | Público: 185 Árbitro: Luís Godinho |  |

| 11 de dezembro de 2022 | Braga                     | 2 – 0  | Paços de Ferreira | Pedreira, Braga                   |  |
| 19:00                  | Djaló 42' · Abel Ruiz 45' | Súmula |                   | Público: 4 998 Árbitro: Rui Costa |  |

### Grupo E
| Pos. | Equipe              | Pts | J | V | E | D | GP | GC | SG |
| ---- | ------------------- | --- | - | - | - | - | -- | -- | -- |
| 1    | Gil Vicente         | 7   | 3 | 2 | 1 | 0 | 7  | 2  | +5 |
| 2    | Nacional            | 6   | 3 | 2 | 0 | 1 | 4  | 3  | +1 |
| 3    | Portimonense        | 3   | 3 | 1 | 0 | 2 | 2  | 5  | -3 |
| 4    | Sporting da Covilhã | 1   | 3 | 0 | 1 | 2 | 3  | 6  | -3 |

|                     | GIL | NAC | POR | SPC |
| ------------------- | --- | --- | --- | --- |
| Gil Vicente         |     | 2–0 |     |     |
| Nacional            |     |     | 2–0 |     |
| Portimonense        | 0–3 |     |     | 2–0 |
| Sporting da Covilhã | 2–2 | 1–2 |     |     |

| 19 de novembro de 2022 | Nacional          | 2 – 0  | Portimonense | Estádio da Madeira, Funchal           |  |
| 15:30                  | Zé Manuel 50, 53' | Súmula |              | Público: 497 Árbitro: Manuel Oliveira |  |

| 20 de novembro de 2022 | Sporting da Covilhã      | 2 – 2  | Gil Vicente                          | Estádio Municipal José dos Santos Pinto, Covilhã |  |
| 18:00                  | Gildo 65' · Cornélio 68' | Súmula | 17' Fran Navarro · 90+4' Ali Alipour | Público: 287 Árbitro: Hélder Carvalho            |  |

| 27 de novembro de 2022 | Portimonense              | 2 – 0  | Sporting da Covilhã | Portimão Estádio, Portimão           |  |
| 11:00                  | Ricardo 7' · Anderson 76' | Súmula |                     | Público: 340 Árbitro: João Gonçalves |  |

| 27 de novembro de 2022 | Gil Vicente          | 2 – 0  | Nacional | Estádio Cidade de Barcelos, Barcelos |  |
| 15:00                  | Vitor 4' · Lucas 16' | Súmula |          | Público: 914 Árbitro: Rui Costa      |  |

| 14 de dezembro de 2022 | Portimonense | 0 – 3  | Gil Vicente                                 | Portimão Estádio, Portimão          |  |
| 20:45                  |              | Súmula | 45' Lucas · 62' Fujimoto · 86' Fran Navarro | Público: 213 Árbitro: António Nobre |  |

| 14 de dezembro de 2022 | Sporting da Covilhã | 1 – 2  | Nacional                            | Estádio Municipal José dos Santos Pinto, Covilhã |  |
| 20:45                  | Gildo 39'           | Súmula | 52' Rafael Vieira · 87' Bruno Gomes | Público: 94 Árbitro: Diogo Rosa                  |  |

### Grupo F
| Pos. | Equipe               | Pts | J | V | E | D | GP | GC | SG |
| ---- | -------------------- | --- | - | - | - | - | -- | -- | -- |
| 1    | Boavista             | 7   | 3 | 2 | 1 | 0 | 4  | 2  | +2 |
| 2    | Vitória de Guimarães | 3   | 3 | 0 | 3 | 0 | 2  | 2  | 0  |
| 3    | B-SAD                | 2   | 3 | 0 | 2 | 1 | 4  | 5  | -1 |
| 4    | Vilafranquense       | 2   | 3 | 0 | 2 | 1 | 0  | 1  | -1 |

|                      | BOA | BSA | VIL | VIT |
| -------------------- | --- | --- | --- | --- |
| Boavista             |     |     | 1–0 | 0–0 |
| B-SAD                | 2–3 |     |     |     |
| Vilafranquense       |     | 0–0 |     | 0–0 |
| Vitória de Guimarães |     | 2–2 |     |     |

| 18 de novembro de 2022 | B-SAD                    | 2 – 3  | Boavista                           | Nacional do Jamor, Oeiras            |  |
| 20:30                  | Edgar 20' · Saramago 24' | Súmula | 37' Mangas · 50' Gorré · 58' Bruno | Público: 161 Árbitro: João Gonçalves |  |

| 19 de novembro de 2022 | Vilafranquense | 0 – 0  | Vitória de Guimarães | Estádio Rio Maior, Rio Maior        |  |
| 20:30                  |                | Súmula |                      | Público: 333 Árbitro: André Narciso |  |

| 27 de novembro de 2022 | Boavista    | 1 – 0  | Vilafranquense | Estádio do Bessa, Porto             |  |
| 20:45                  | Yusupha 79' | Súmula |                | Público: 1 215 Árbitro: Manuel Mota |  |

| 1 de dezembro de 2022 | Vitória de Guimarães    | 2 – 2  | B-SAD                 | Estádio D. Afonso Henriques, Guimarães |  |
| 20:45                 | Anderson 14' · Jota 36' | Súmula | 30' Danny · 45' Chico | Público: 6 520 Árbitro: Vítor Ferreira |  |

| 11 de dezembro de 2022 | Vilafranquense | 0 – 0  | B-SAD | Estádio Rio Maior, Rio Maior    |  |
| 11:00                  |                | Súmula |       | Público: 27 Árbitro: Hugo Silva |  |

| 12 de dezembro de 2022 | Boavista | 0 – 0  | Vitória de Guimarães | Estádio do Bessa, Porto               |  |
| 20:30                  |          | Súmula |                      | Público: 2 884 Árbitro: Carlos Macedo |  |

### Grupo G
| Pos. | Equipe      | Pts | J | V | E | D | GP | GC | SG |
| ---- | ----------- | --- | - | - | - | - | -- | -- | -- |
| 1    | Arouca      | 8   | 4 | 2 | 2 | 0 | 7  | 3  | +4 |
| 2    | Feirense    | 8   | 4 | 2 | 2 | 0 | 7  | 5  | +2 |
| 3    | Leixões     | 7   | 4 | 2 | 1 | 1 | 6  | 5  | +1 |
| 4    | Oliveirense | 2   | 4 | 0 | 2 | 2 | 2  | 6  | –4 |
| 5    | Santa Clara | 1   | 4 | 0 | 1 | 3 | 6  | 9  | –3 |

|             | ARO | FEI | LEI | OLI | SAN |
| ----------- | --- | --- | --- | --- | --- |
| Arouca      |     | 1–1 | 1–1 |     |     |
| Feirense    |     |     | 2–1 |     | 4–3 |
| Leixões     |     |     |     | 2–1 | 2–1 |
| Oliveirense | 0–3 | 0–0 |     |     |     |
| Santa Clara | 1–2 |     |     | 1–1 |     |

| 18 de novembro de 2022 | Arouca     | 1 – 1  | Feirense  | Estádio de Arouca, Arouca            |  |
| 18:00                  | Rafael 34' | Súmula | 48' Teles | Público: 821 Árbitro: Vítor Ferreira |  |

| 19 de novembro de 2022 | Leixões                       | 2 – 1  | Oliveirense  | Estádio do Mar, Matosinhos         |  |
| 11:00                  | Brunão 14' · Zé Eduardo 90+2' | Súmula | 52' Serginho | Público: 0 Árbitro: Iancu Vasilica |  |

| 23 de novembro de 2022 | Leixões                  | 2 – 1  | Santa Clara     | Estádio do Mar, Matosinhos            |  |
| 20:45                  | Thalis 51' · Fabinho 59' | Súmula | 18' Rildo Filho | Público: 1 327 Árbitro: António Nobre |  |

| 26 de novembro de 2022 | Oliveirense | 0 – 0  | Feirense | Estádio Carlos Osório, Oliveira de Azeméis |  |
| 11:00                  |             | Súmula |          | Público: 487 Árbitro: João Pinheiro        |  |

| 26 de novembro de 2022 | Santa Clara    | 1 – 1  | Oliveirense  | Estádio de São Miguel, Ponta Delgada  |  |
| 19:45                  | Ricardinho 90' | Súmula | 62' Jaiminho | Público: 456 Árbitro: Hélder Carvalho |  |

| 4 de dezembro de 2022 | Arouca  | 1 – 1  | Leixões    | Estádio de Arouca, Arouca             |  |
| 17:00                 | Oday 8' | Súmula | 77' Miguel | Público: 1 049 Árbitro: Tiago Martins |  |

| 8 de dezembro de 2022 | Feirense                                        | 4 – 3  | Santa Clara                                         | Estádio Marcolino de Castro, Santa Maria da Feira |  |
| 16:30                 | Jardel 7' · João O. 55' · Jorge 58' · André 88' | Súmula | 19' Ricardinho <bt> 45+1' Rildo Filho · 80' Boateng | Público: 1 144 Árbitro: Carlos Macedo             |  |

| 10 de dezembro de 2022 | Oliveirense | 0 – 3  | Arouca                                | Estádio Carlos Osório, Oliveira de Azeméis |  |
| 20:45                  |             | Súmula | 5' Alan Ruiz · 69' Rafael · 83' Bukia | Público: 158 Árbitro: Manuel Mota          |  |

| 16 de dezembro de 2022 | Santa Clara | 1 – 2  | Arouca               | Estádio de São Miguel, Ponta Delgada   |  |
| 17:30                  | Babi 56'    | Súmula | 30' Opoku · 87' Oday | Público: 157 Árbitro: Ricardo Baixinho |  |

| 16 de dezembro de 2022 | Feirense                 | 2 – 1  | Leixões      | Estádio Marcolino de Castro, Santa Maria da Feira |  |
| 18:30                  | André 63' · Jardel 90+6' | Súmula | 54' Erivaldo | Público: 773 Árbitro: João Gonçalves              |  |

### Grupo H
| Pos. | Equipe             | Pts | J | V | E | D | GP | GC | SG |
| ---- | ------------------ | --- | - | - | - | - | -- | -- | -- |
| 1    | Académico de Viseu | 8   | 4 | 2 | 2 | 0 | 9  | 5  | +4 |
| 2    | Torreense          | 6   | 4 | 1 | 3 | 0 | 5  | 4  | +1 |
| 3    | Famalicão          | 5   | 4 | 1 | 2 | 1 | 2  | 2  | 0  |
| 4    | Tondela            | 3   | 4 | 0 | 3 | 1 | 2  | 5  | -3 |
| 5    | Estoril Praia      | 2   | 4 | 0 | 2 | 2 | 4  | 6  | –2 |

|                    | AVI | EST | FAL | TON | TOR |
| ------------------ | --- | --- | --- | --- | --- |
| Académico de Viseu |     | 3–2 |     | 4–1 |     |
| Estoril Praia      |     |     | 0–1 |     | 2–2 |
| Famalicão          | 1–1 |     |     | 0–0 |     |
| Tondela            |     | 0–0 |     |     | 1–1 |
| Torreense          | 1–1 |     | 1–0 |     |     |

| 19 de novembro de 2022 | Tondela | 0 – 0  | Estoril Praia | Estádio João Cardoso, Tondela         |  |
| 18:00                  |         | Súmula |               | Público: 577 Árbitro: Hélder Malheiro |  |

| 20 de novembro de 2022 | Torreense | 1 – 1  | Académico de Viseu | Estádio Manuel Marques, Torres Vedras |  |
| 11:00                  | Simão 46' | Súmula | 15' Yuri           | Público: 273 Árbitro: Bruno Vieira    |  |

| 24 de novembro de 2022 | Tondela     | 1 – 1  | Torreense           | Estádio João Cardoso, Tondela     |  |
| 20:45                  | Arcanjo 26' | Súmula | 66' Frédéric Maciel | Público: 352 Árbitro: Flávio Lima |  |

| 26 de novembro de 2022 | Famalicão   | 1 – 1  | Académico de Viseu | Estádio 22 de Junho, Vila Nova de Famalicão |  |
| 15:00                  | Jhonder 60' | Súmula | 17' André Clóvis   | Público: 2 399 Árbitro: Manuel Oliveira     |  |

| 1 de dezembro de 2022 | Académico de Viseu         | 3 – 2  | Estoril Praia  | Estádio do Fontelo, Viseu              |  |
| 12:45                 | Quizera 30, 76' · Toro 68' | Súmula | 8, 41' Marqués | Público: 829 Árbitro: Ricardo Baixinho |  |

| 2 de dezembro de 2022 | Torreense       | 1 – 0  | Famalicão | Estádio Manuel Marques, Torres Vedras |  |
| 20:45                 | João Vieira 50' | Súmula |           | Público: 355 Árbitro: Luís Godinho    |  |

| 6 de dezembro de 2022 | Estoril Praia                  | 2 – 2  | Torreense               | Estádio António Coimbra da Mota, Alcabideche |  |
| 20:45                 | João Carvalho 35' · Erison 87' | Súmula | 6' Picas · 25' Oliveira | Público: 314 Árbitro: Hélder Carvalho        |  |

| 9 de dezembro de 2022 | Famalicão | 0 – 0  | Tondela | Estádio 22 de Junho, Vila Nova de Famalicão |  |
| 20:45                 |           | Súmula |         | Público: 1 287 Árbitro: Gustavo Correia     |  |

| 15 de dezembro de 2022 | Estoril Praia | 0 – 1  | Famalicão     | Estádio António Coimbra da Mota, Alcabideche |  |
| 20:00                  |               | Súmula | 9' Colombatto | Público: 435 Árbitro: Fábio Veríssimo        |  |

| 15 de dezembro de 2022 | Académico de Viseu                                  | 4 – 1  | Tondela    | Estádio do Fontelo, Viseu             |  |
| 20:00                  | Messeguem 21, 45' · Bandeira 73' · André Clóvis 83' | Súmula | 79' Bebeto | Público: 1 697 Árbitro: Marcos Brazão |  |

## Fase Final
|  | Quartas de final  | Quartas de final  | Quartas de final   |       |        | Semifinais       | Semifinais       | Semifinais       |  |  | Final         | Final         | Final         |
|  | 19-22 de dezembro | 19-22 de dezembro | 19-22 de dezembro  |       |        | 24-25 de janeiro | 24-25 de janeiro | 24-25 de janeiro |  |  | 28 de janeiro | 28 de janeiro | 28 de janeiro |
|  |                   |                   |                    |       |        |                  |                  |                  |  |  |               |               |               |
|  |                   | Moreirense        | 1                  |       |        |                  |                  |                  |  |  |               |               |               |
|  |                   | Arouca            | 2                  |       |        |                  |                  |                  |  |  |               |               |               |
|  |                   | Arouca            | 2                  |       | Arouca | 1                |                  |                  |  |  |               |               |               |
|  |                   |                   |                    |       | Arouca | 1                |                  |                  |  |  |               |               |               |
|  |                   |                   | Sporting           | 2     |        |                  |                  |                  |  |  |               |               |               |
|  |                   | Sporting          | Sporting           | 2     | 5      |                  |                  |                  |  |  |               |               |               |
|  |                   | Sporting          |                    |       | 5      |                  |                  |                  |  |  |               |               |               |
|  |                   | Braga             | 0                  |       |        |                  |                  |                  |  |  |               |               |               |
|  |                   |                   |                    |       |        |                  |                  |                  |  |  |               | Sporting      | 0             |
|  |                   |                   |                    | Porto | 2      |                  |                  |                  |  |  |               |               |               |
|  |                   | Porto             | 2                  |       |        |                  |                  |                  |  |  |               |               |               |
|  |                   | Gil Vicente       | 0                  |       |        |                  |                  |                  |  |  |               |               |               |
|  |                   | Gil Vicente       | 0                  |       | Porto  | 3                |                  |                  |  |  |               |               |               |
|  |                   |                   |                    |       | Porto  | 3                |                  |                  |  |  |               |               |               |
|  |                   |                   | Académico de Viseu | 0     |        |                  |                  |                  |  |  |               |               |               |
|  |                   | Académico Viseu   | Académico de Viseu | 0     | 2      |                  |                  |                  |  |  |               |               |               |
|  |                   | Académico Viseu   |                    |       | 2      |                  |                  |                  |  |  |               |               |               |
|  |                   | Boavista          | 1                  |       |        |                  |                  |                  |  |  |               |               |               |

### Quartas de Final
As Quartas de Final foram disputadas de 19 a 22 de dezembro de 2022.
| 21 de dezembro de 2022 | Porto                  | 2 – 0  | Gil Vicente | Estádio do Dragão, Porto             |  |
| 20:15                  | Galeno 3' · Taremi 68' | Súmula |             | Público: 21 813 Árbitro: Manuel Mota |  |

| 20 de dezembro de 2022 | Académico de Viseu             | 2 – 1  | Boavista    | Estádio do Fontelo, Viseu             |  |
| 20:15                  | Nduwarugira 56' · Bandeira 62' | Súmula | 90+6' Bruno | Público: 2 009 Árbitro: João Pinheiro |  |

| 19 de dezembro de 2022 | Sporting                                                              | 5 – 0  | Braga | Estádio José Alvalade, Lisboa         |  |
| 20:15                  | Gonçalo 4' · Paulinho 7' · Pedro G. 20' · Trincão 41' · Edwards 45+4' | Súmula |       | Público: 20 396 Árbitro: Luís Godinho |  |

| 22 de dezembro de 2022 | Moreirense     | 1 – 2  | Arouca                 | Estádio Comendador Joaquim, Moreira de Cónegos |  |
| 20:15                  | André Luís 44' | Súmula | 70' Tiago · 79' Rafael | Público: 1 167 Árbitro: Nuno Almeida           |  |

### Semifinais
As semifinais foram disputadas a 24 e 25 de janeiro de 2023.
| 24 de janeiro de 2023 | Arouca           | 1 – 2  | Sporting            | Estádio Dr. Magalhães Pessoa, Leiria     |  |
| 18:45                 | Oday Dabbagh 57' | Súmula | 45+7' (82) Paulinho | Público: 10 259 Árbitro: Fábio Veríssimo |  |

| 25 de janeiro de 2023 | Porto                                          | 3 – 0  | Académico de Viseu | Estádio Dr. Magalhães Pessoa, Leiria |  |
| 19:45                 | Eustáquio 7' · Namaso 66' · Bernardo Folha 79' | Súmula |                    | Público: 9 576 Árbitro: Rui Costa    |  |

### Final
A Final foi disputada a 28 de janeiro de 2023 no Estádio Municipal de Leiria.
| 28 de janeiro de 2023 | Sporting | 0 – 2  | Porto                          | Estádio Municipal de Leiria, Leiria    |
| 19:45                 |          | Súmula | Eustáquio 10' · I. Marcano 86' | Público: 19 263 Árbitro: João Pinheiro |